# Hradešín (Jizerské hory)
Hradešín (německy Hradschin Berg), dříve též nazývaný Hradčany, je zalesněný vrch nacházející se ve středu Maršovické vrchoviny, (podřazeném celku Jizerských hor), v okrese Jablonec nad Nisou.

## Poloha
Hradešínský vrch začíná na západním okraji Vrkoslavic a pokračuje západním směrem mírným stoupáním až k nejvyšší kótě Hradešína, který je asi 100 m západně od osady Dobrá Voda (Jablonec nad Nisou). Severní svah klesá stále strměji do Jablonecké kotliny, čehož využívá SKI Centrum Dobrá voda se dvěma sjezdovkami dlouhými 300 m. Jižní svahy směrem ke Kokonínu mají mírnější sklon a jsou převážně zemědělsky obdělávány. Hradešínský vrch končí v sedle, kterým vede silnice I/65 spojující Jablonec nad Nisou s rychlostní komunikací R 35 Liberec – Turnov.

## Charakteristika
Západní polovina vrchu je porostlá rozsáhlým smrkovým lesem. Zalesněná část byla vyhlášena regionálním biocentrem RC 1253 „Hradešín“. Východním směrem je pomocí nadnárodního biokoridoru K22MB hradešínské biocentrum propojeno s nadregionálním biocentrem NC 85 „Prameny Úpy“. Jihozápadním směrem pokračuje nadregionální biokoridor K19MB, který spojuje Hradešín s biocentrem RC 1252 „Jestřabí“.
Rozvodnice mezi povodím Lužické Nisy na severu a povodím Jizery na jihu probíhá od odbočky ze silnice č. 65 na Rádlo východním směrem k vrcholu Hradešína a dále pokračuje po hřebeni přes Vrkoslavice po Černostudnickém hřbetu. Hradešín je tedy částí hlavního evropského rozvodí, neboť odděluje úmoří Severního a Baltského moře.

## Přístup a turistické zajímavosti
Přes Hradešín vede místní komunikace, spojující Dolní Dobrou Vodu s Vrkoslavicemi. Úzká silnice odbočuje ze silnice 1/65 na východ, prochází Dolní Dobrou Vodou, po serpentině pokračuje vzhůru do Dobré Vody a po vrstevnici na severní straně hřbetu již jako Sokolovská ulice přichází do Vrkoslavic. Ze silnice jsou krásné pohledy na Jablonec nad Nisou, Jizerské hory s okolními rozhlednami a při dobrém počasí je vidět až na Krkonoše. Automobilisté mohou zaparkovat svůj vůz na ploše u horního konce lyžařského vleku Ski areálu Dobrá Voda.
Od západu k východu vede přes Hradešín dálková modře značená turistická cesta (Rádlo - Dobrá Voda - Vrkoslavice - Dolní Černá Studnice), která překonává silnici 1/65 po dřevěné turistické lávce. Cesta je zároveň cyklostezkou č. 3038. Žlutě značená cesta vede od nádraží v Rychnově u Jablonce nad Nisou přes Dolní Dobrou Vodu do Dobré Vody. Z Jablonce nad Nisou vede na Hradešín modře značený Jablonecký vnitřní turistický okruh. Na Dobré Vodě je také první zastavení Naučné stezky manželů Scheybalových s informačním panelem.

### Vyhlídka U Křížku

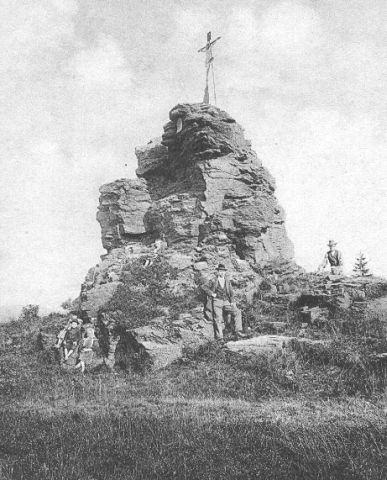
Vyhlídka U Křížku (Schnuppstein) na začátku 20. století